# Woodford United F.C.
Woodford United F.C. là câu lạc bộ bóng đá Anh tọa lạc ở Woodford Halse, gần Daventry, Northamptonshire. Đội bóng được thành lập năm 1946. Là thành viên của United Counties League Division One, CLB chơi trên sân nhà Byfield Road, ở Woodford Halse.

## Lịch sử

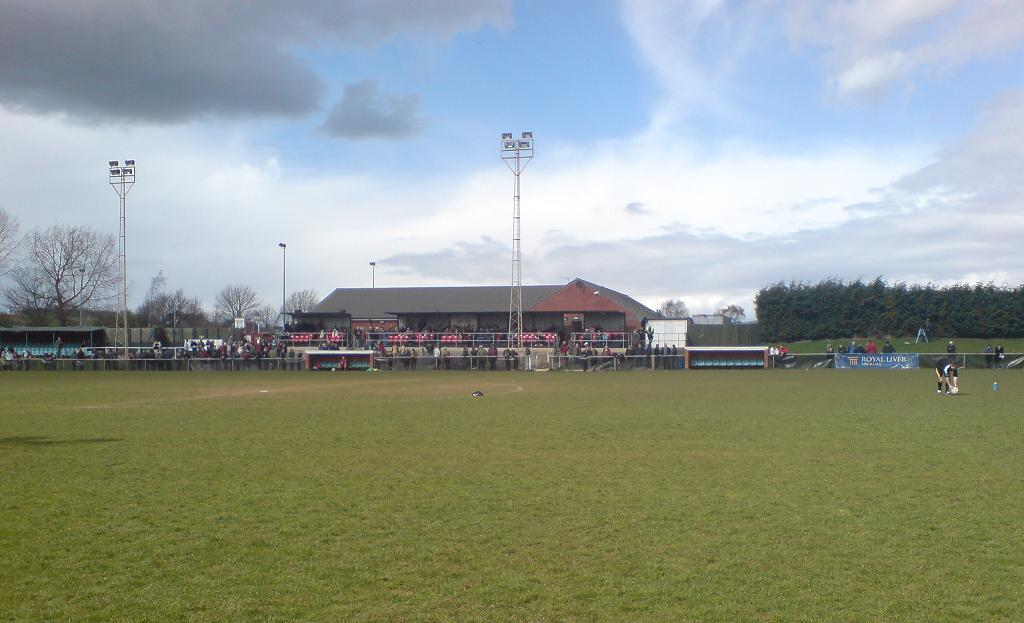
Khán đài chính của sân Byfield Road

Woodford United được thành lập năm 1946 lúc bóng đá trở lại sau Thế chiến thứ II. Đội bóng trước đó, Woodford Central, đã tồn tại trong ngôi làng từ trước chiến tranh.
United lúc đầu chơi ở Rugby & District League và chuyển đến Central Northants Combination năm 1964. Sau khi vô địch năm 1966,1967 và cúp liên đoàn năm 1966, Woodford chuyển lên United Counties League năm 1970.
Năm 1978 Woodford rút khỏi UCL sau khi sân vận động bị bán cho chính quyền đường sắt, buộc họ phải chuyển sân đến khu vui chơi giải trí của làng. Họ gia nhập lại Central Northants Combination, nơi họ vô địch cú đúp mùa giải và cúp vào các năm 1990, 1995 và 1998, cũng như chức vô địch năm 1992 và cúp năm 1993. Năm 1998 họ lại được có thể gia nhập United Counties League và giành quyền thăng hạng lên Premier Division năm 2002. Ở mùa giải 2004–05, họ vào đến vòng 3 của FA Vase. Mùa 2005–06 United vô địch United Counties League nhờ hiệu số bàn thắng bại, thăng hạng lên Southern League Division One Midlands.
Mùa giải 2012-13, CLB bị xuống hạng từ Southern League Division One Central sau khi kết thúc mùa giải mà không có điểm nào, thua tất cả 42 trận. Họ thua 65 trận liên tiếp trước khi giành chiến thắng 2-1 trên sân khách trước Blackstones ngày 2 tháng 11 năm 2013.
The team were handed a relegation reprieve after finishing bottom in the 2013-14 season, accumulating just three points in the United Counties Division One. As a result, they will play in the same division in the 2014-15 campaign.

## Sân vận động
Sân vận động của CLB là Byfield Road và có rất nhiều bãi tập gần đó nên chúng được tận dụng làm bãi đỗ xe mỗi khi trận đấu có đông người đến xem. CLB nhận tiền trợ cấp của liên đoàn FA để tân trang lại phòng thay đồ, trụ sở CLB và nhiều cơ sở vật chất khác.

## Các danh hiệu và thành tích
- Vô địch United Counties League – 2005–06[4]
- Thành tích tốt nhất cấp độ mùa giải: thứ 7 ở Southern League Division One Midlands, 2009–10[4]
- Thành tích tốt nhất ở FA Cup: Vòng sơ loại thứ 3, 2005–06 và 2006–07[4]
- Thành tích tốt nhất ở FA Trophy: Vòng tiền sơ loại, 2006–07 (chỉ vào cho có mặt)[4]
- Thành tích tốt nhất ở FA Vase: Vòng 3, 2004–05[4]